# أنبوب ضوئي

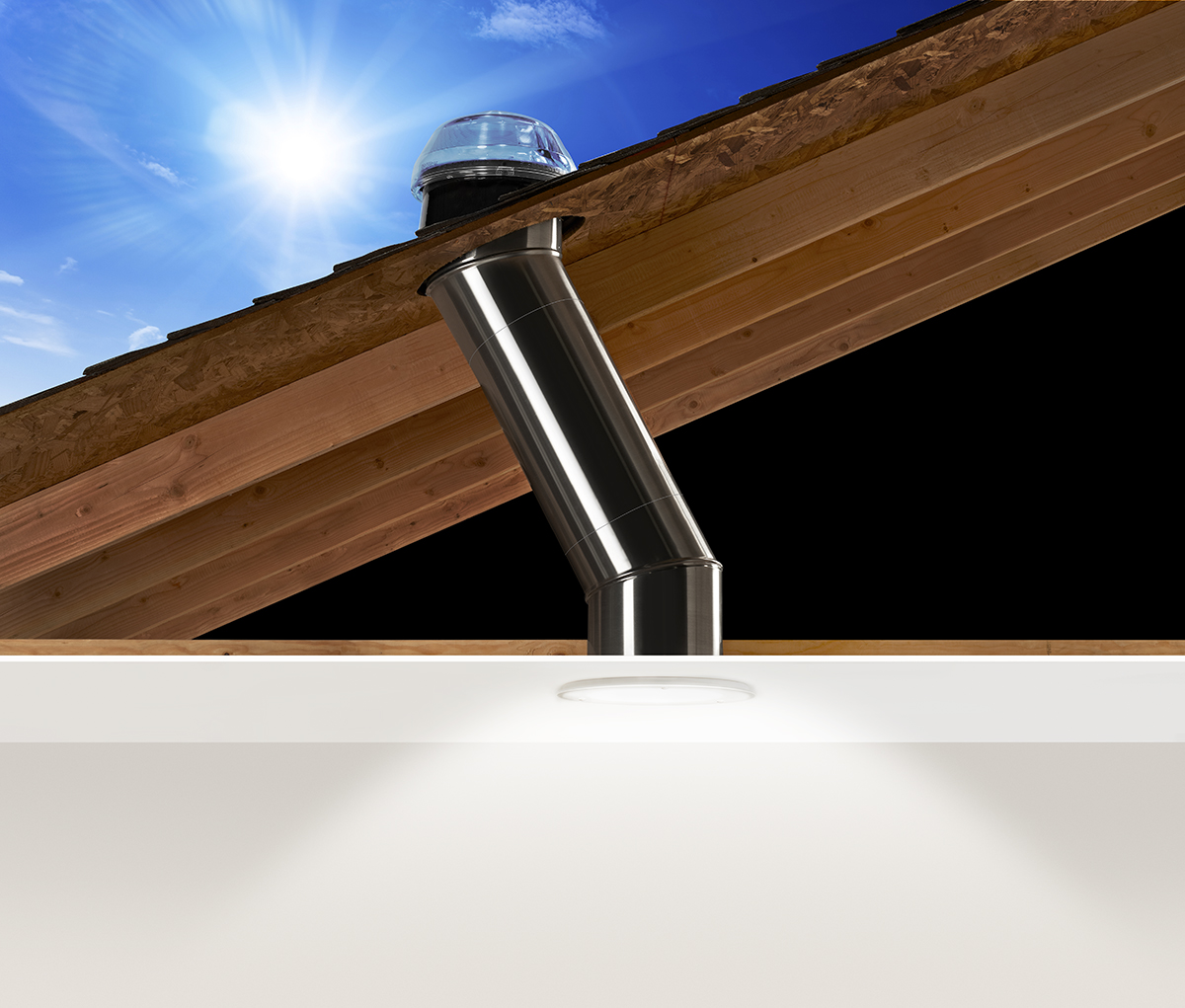

الأنبوب الضوئي، تركيب فيزيائي لنقل وتوزيع الضوء الطبيعي أو الإضاءة الصناعية من أجل الإنارة، ويعتبر مثالًا على المسالك الموجية البصرية. إذا استُخدمت لضوء النهار، تسمى هذه الأنابيب أجهزة ضوء النهار، أنابيب الشمس...إلخ. يمكن تقسيم الأنابيب الضوئية إلى صنفين: هياكل مفرغة تحوي الضوء بسطوح عاكسة، وأجسام صلبة شفافة تحوي الضوء بالانعكاس الكلي الداخلي. والقوانين التي تحكم مرور الضوء في هذه الأنابيب هي البصريات غير التصويرية.

## الأنواع

### أنابيب ضوء الأشعة تحت الحمراء
ليس أمرًا سهلًا تصنيع التصميم الخاص بأنابيب إضاءة الأشعة تحت الحمراء، ومسالك الأدلة الموجية والمجانسة المجوفة. ما يجعل الأمر صعبًا نسبيًا هو أن هذه الأنابيب مبطنة بطبقة ليزر غولد مصقولة بعناية، وعاكسة للأشعة تحت الحمراء، والتي يمكن زيادة سماكتها لدرجة تسمح باستخدام هذه الأنابيب في أجواء تسبب التآكل الشديد. ويمكن استخدام طبقة ليزر بلاك على أجزاء معينة من أنابيب الضوء لامتصاص ضوء الأشعة تحت الحمراء (راجع الضوئيات). يلجأ إلى هذا الإجراء للحد من ضوء الأشعة تحت الحمراء في أجزاء معينة من الأنبوب. لا يقتصر شكل أنابيب الضوء على شكل المقطع-العرضي المستدير. فمنها ما يكون له شكل المقطع العرضي المربع أو السداسي وهي ذات استخدامات خاصة. تميل الأنابيب الضوئية السداسية إلى إنتاج أكثر أنواع الأشعة تحت الحمراء تجانسًا. ليس ضروريًا أن تكون هذه الأنابيب مستقيمة. وللانثناء في الأنابيب أثر لا يذكر على كفاءة عملها.

### الأنبوب الضوئي ذي المواد العاكسة
يطلق على هذا الأنبوب أيضًا تسمية «مدخل الضوء الأنبوبي» أو «جهاز ضوء النهار الأنبوبي»، وهو أقدم أنواع الأنابيب الضوئية المستخدمة لضوء النهار وأكثرها شيوعًا. في الخمسينيات من القرن التاسع عشر بلندن، سجلت أول براءة اختراع للأنظمة العاكسة التجارية باسم «بول إيمي شابوي»، وسُوقت باستخدام أشكال مختلفة من تصميمات المرايا ذات الزوايا. بقي إنتاج عاكسات شركة شابوي مستمرًا إلى أن دمر المصنع في العام 1943. أعيد اكتشاف هذا المفهوم وتسجيل براءة اختراعه باسم شركة سولاتيوب إنترناشونال الأسترالية في عام 1986. وبعدها راج على نطاق واسع التسويق لهذا النظام للاستخدامات السكنية والتجارية. توجد منتجات أخرى لأنابيب إضاءة ضوء النهار، متوفرة في الأسواق تحت أسماء منتجات متنوعة: مثل «سان سكوب»، «الأنبوب الشمسي»، «الأنبوب الضوئي»، «مدخل الضوء الأنبوبي».
يوجه الأنبوب المبطن بمواد عالية الانعكاس الضوء عبر بناء ما، بدايةً من نقطة الدخول التي تكون على سطح البناء أو أحد جدرانه الخارجية.
إن التصوير ليس الهدف من الأنبوب الضوئي (خلافًا لطريقة عمل منظار البريسكوب، كمثال)، ولهذا السبب فإن تشوه الصورة لا يعتبر مشكلةً هنا، بل إنها شيء إيجابي ويُسعى لتطبيقه بطرق عديدة لتقليل الضوء الاتجاهي.
عادةً ما تتكون نقطة الدخول من قبة تؤدي مهمة جمع وعكْس أكبر قدر ممكن من ضوء الشمس إلى الأنبوب. تضم العديد من الوحدات كذلك على مجمعات اتجاهية، أو عاكسات، أو حتى أجهزة بعدسات فرينل التي تفيد في جمع المزيد من الضوء الاتجاهي في منطقة أسفل الأنبوب.

### أنابيب الضوء ذات الألياف البصرية
تنتج شركة كورنينغ ألياف فايبرانس الناشرة للضوء. يعمل فايبرانس بإرسال ضوء ليزر في كابل ألياف بصرية ناشر للضوء.
تستخدم الألياف الضوئية في المنظار الليفي لإجراءات التصوير.
ويمكن استخدام الألياف الضوئية للاستفادة من ضوء النهار. في عام 2004، أدخلت مختبرات أوك ريدج الوطنية في حيز التطوير نظام إضاءة شمسي يعتمد على الألياف الضوئية البلاستيكية. وفي عام 2005، رُكّب النظام في المتحف الأمريكي للعلوم والطاقة في ولاية تينيسي، في الولايات المتحدة الأمريكية، وفي نفس العام طرحته شركة صنلايت دايريكت في الأسواق. على أي حال، سحب هذا النظام من الأسواق في العام 2009.

### موجه الضوء الأجوف الشفاف
طور لورن وايتهيد موجه الضوء الموشور في عام 1981، وهو بروفيسور الفيزياء في جامعة كولومبيا البريطانية. استخدم موجه الضوء هذا في حالة الإضاءة الشمسية لنقل الضوء وتوزيعه.

### نظام الإضاءة المعتمد على الفلوريسين
ثمة نظام طوره كل من شركة فلوروسولار والجامعة التقنية بسيدني؛ في هذا النظام تلتقط طبقتان من البوليمر في لوحة مسطحة أشعة الشمس قصيرة الموجة، وخصوصًا الأشعة فوق البنفسجية، الأمر الذي يولد ضوءًا أحمر وضوءًا أخضر، يوجهان إلى داخل المبنى. هنا يُخلط الضوءان الأحمر والأخضر بالضوء الأزرق الصناعي، لينتج الضوء الأبيض، دون الأشعة تحت الحمراء أو فوق البنفسجية.

## الخصائص والاستخدامات

### أنظمة الإضاءة بالأشعة الشمسية وأنظمة الإضاءة المختلطة
مقارنةً بمداخل الضوء التقليدية وغيرها من النوافذ، توفر أنابيب الإضاءة الشمسية خصائص عزل حراري أفضل، ومرونة أكبر، للاستخدام في الغرف الداخلية، وإنْ كان الاتصال البصري مع البيئة الخارجية أقل.
في حال الاضطرابات العاطفية الموسمية، قد يكون من المفيد الأخذ بالحسبان أن تثبيت أنابيب ضوئية إضافية يرفع درجة التعرض اليومي لضوء النهار الطبيعي. وبالنتيجة يمكن أن يسهم ذلك في إسعاد السكان أو الموظفين مع تجنب الآثار السلبية للإفراط في الإضاءة.
مقارنة بالإضاءة الكهربائية، تقدم أنابيب الإضاءة خاصية توفير الضوء الطبيعي وتوفير الطاقة في الوقت نفسه. تختلف كثافة الضوء المنقول على مدار اليوم. وفي حال لم يرغب السكان بذلك، يمكن دمج أنابيب الضوء مع الإضاءة الكهربائية في نظام مختلط.

### أماكن وجودها
تستخدم الأنابيب الضوئية في المدارس، والمستودعات، والمحلات، والبيوت، والأبنية الحكومية، والمتاحف، والفنادق، والمطاعم.

### استخداماتها الأمنية
نظرًا لأحجامها الصغيرة نسبيًا وإنتاجها المرتفع من الإضاءة، فأنابيب الإضاءة الشمسية تعتبر مثاليةً للاستخدام في الأماكن الحساسة أمنيًا، مثل السجون، ومراكز احتجاز الشرطة، وغيرها. ما يجعل هذه الأنابيب مفضلة في أماكن كهذه هو قطرها الضيق، وكونها لا تتأثر كثيرًا بشبكات الأمن الداخلية، ما يسمح بتوصيل ضوء النهار إلى تلك الأماكن دون تزويدها باتصالات كهربائية أو بمنفذ تسريب، ودون السماح للأغراض بالمرور إلى الأماكن الآمنة.

## في الأجهزة الإلكترونية
تستخدم أنابيب الإضاءة البلاستيكية المصبوبة بشكل كبير في صناعة الإلكترونيات لتوجيه الإضاءة من مصابيح اليد الموجودة على الدارة الكهربائية إلى المؤشرات ذات الرموز أو الأزرار. عادة ما يكون لهذه الأنابيب الضوئية شكلًا شديد التعقيد يستخدم إما منحنيات مقوسة، يشبه ذلك الذي في الألياف الضوئية، أو ثنيات حادة موشورية تنعكس على الزوايا.
تخفض مؤشرات الأنبوب الضوئي من تكاليف تصنيع الإلكترونيات بما أن الطريقة القديمة كانت تتمثل في تركيب لمبة صغيرة في مقبس صغير يتموضع مباشرةً خلف المكان المراد إضاءته. وغالبًا ما كان هذا يتطلب توظيف اليد العاملة على نطاق واسع للقيام بعمليات التركيب وتمديد الأسلاك. بينما تُركب جميع اللمبات في حالة أنابيب الضوء على دارة كهربائية واحدة مسطحة، ولكن يمكن توجيه الإضاءة لأعلى وبعيدًا عن الدارة بعدة إنشات، متى استلزم الأمر ذلك.